# Aux Belles Poules
Aux Belles Poules est une ancienne maison close située au numéro 32 de la rue Blondel, dans le 2e arrondissement de Paris, en France.

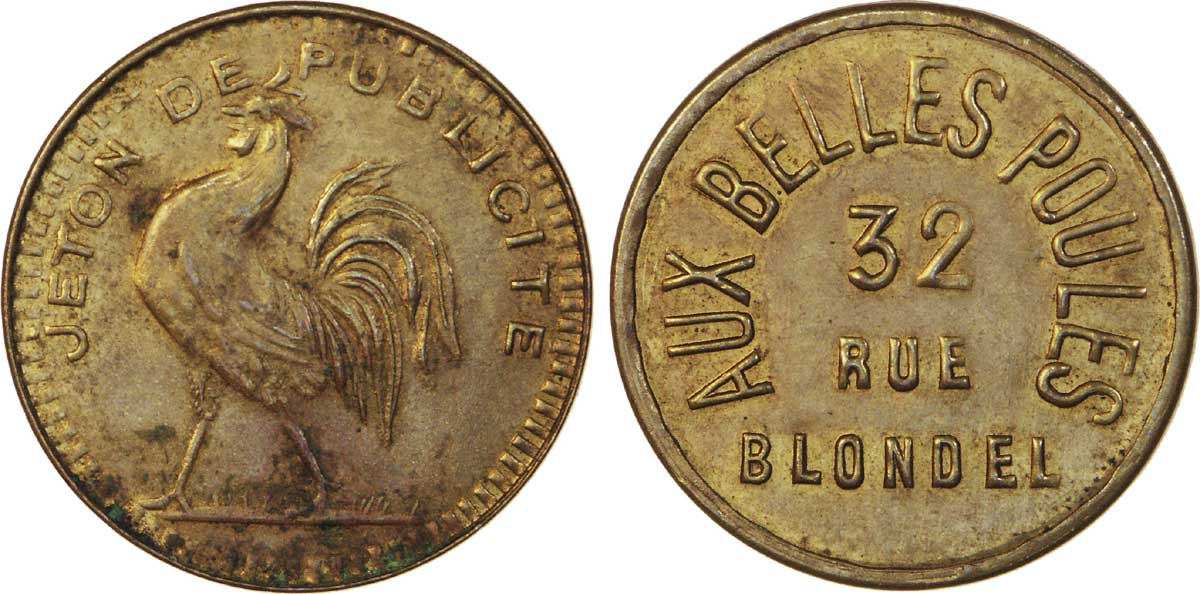
Jeton publicitaire de la maison close Aux Belles Poules.

La façade est entièrement recouverte d'un décor de carreaux cassés des années 1930 (le rouge dominant au rez-de-chaussée). L'intérieur, non visible pour le public, est décoré de céramique des années 1920, représentant des thèmes érotiques. 
Le vestibule, l'escalier et le décor intérieur sont inscrits au titre des monuments historiques depuis le 26 mars 1997.
La maison close accueillait des « tableaux vivants » (L’épouse se réveille, Les officiers de marine en goguette ou encore La nonne affolée).